# Anabarhynchus monstruosus
Anabarhynchus monstruosus är en tvåvingeart som beskrevs av Lyneborg 2001. Anabarhynchus monstruosus ingår i släktet Anabarhynchus och familjen stilettflugor. Inga underarter finns listade i Catalogue of Life.